# Wspólnota administracyjna Wolfach
Wspólnota administracyjna Wolfach – wspólnota administracyjna (niem. Vereinbarte Verwaltungsgemeinschaft) w Niemczech, w kraju związkowym Badenia-Wirtembergia, w rejencji Fryburg, w regionie Südlicher Oberrhein, w powiecie Ortenau. Siedziba wspólnoty znajduje się w mieście Wolfach, przewodniczącym jej jest Gottfried Moser.
Wspólnota administracyjna zrzesza jedno miasto i jedną gminę wiejską:
- Oberwolfach, 2 748 mieszkańców, 51,27 km²
- Wolfach, miasto, 5 893 mieszkańców, 67,99 km²